# Pseudogarypus orpheus
Espèce
Pseudogarypus orpheus est une espèce de pseudoscorpions de la famille des Pseudogarypidae.

## Distribution
Cette espèce est endémique de Californie aux États-Unis. Elle se rencontre dans le comté de Calaveras dans la grotte Music Hall Cave.

## Description
Le mâle holotype mesure 3,07 mm et la femelle paratype 2,98 mm.

## Publication originale
- Muchmore, 1981 : Cavernicolous species of Larca, Archeolarca, and Pseudogarypus with notes on the genera, (Pseudoscorpionida, Garypidae and Pseudogarypidae). Journal of Arachnology, vol. 9, no 1, p. 47-60 (texte intégral).